# Schwabacher

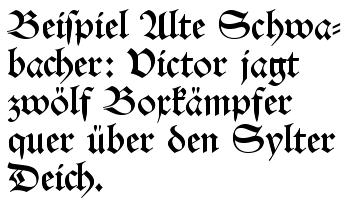
Pangramme exemple de Alte Schwabacher

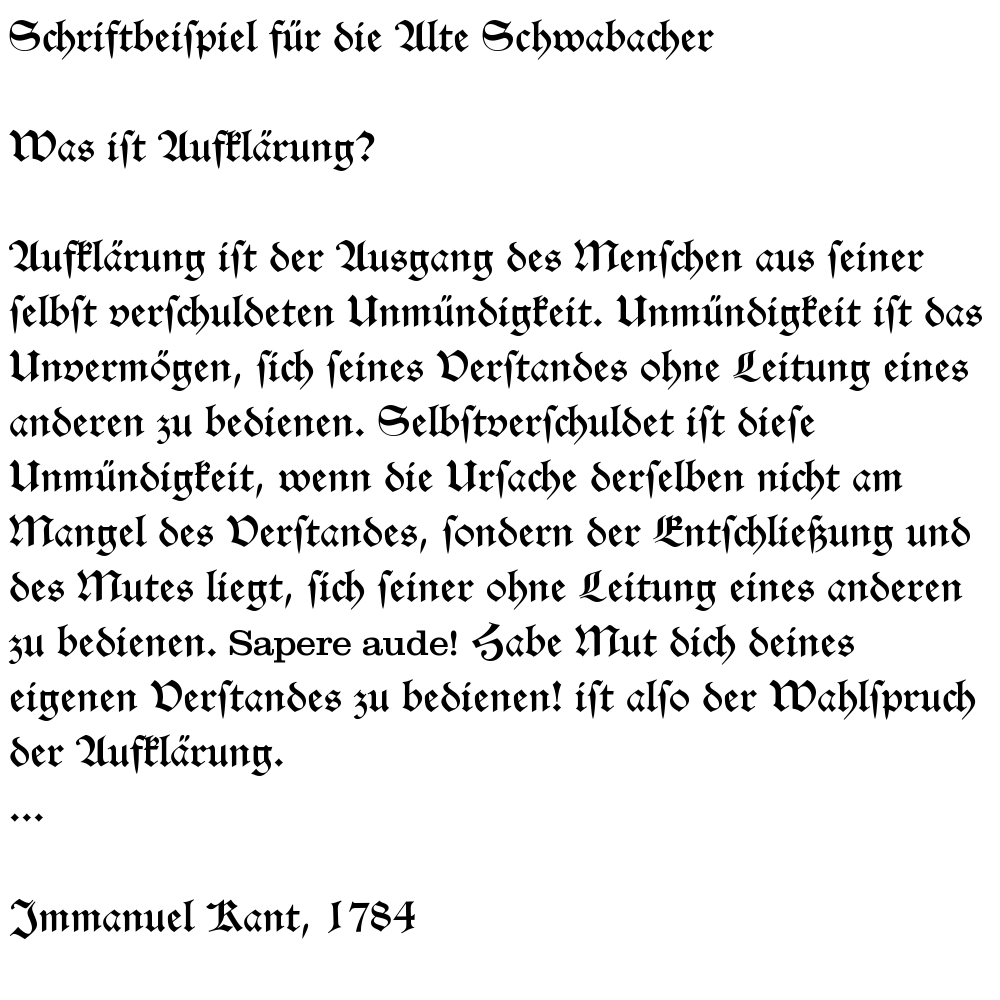
Texte de Kant en Alte Schwabacher

La Schwabacher, ou écriture schwabacher, est une écriture gothique apparue au XVe siècle en Allemagne, dont l’usage s’est maintenu jusqu’au XXe siècle en complément de l’écriture Fraktur. 

## Histoire
Il est possible que la Schwabacher soit la version typographique de l'écriture manuscrite gothique bâtarde allemande.
L'origine de cette typographie est inconnue. Il est possible qu'elle provienne du nom de certaines villes du sud de l'Allemagne, Schwabach (dans cette hypothèse, « Schwabacher » voudrait dire « provenant de Schwabach »).

### Troisième Reich

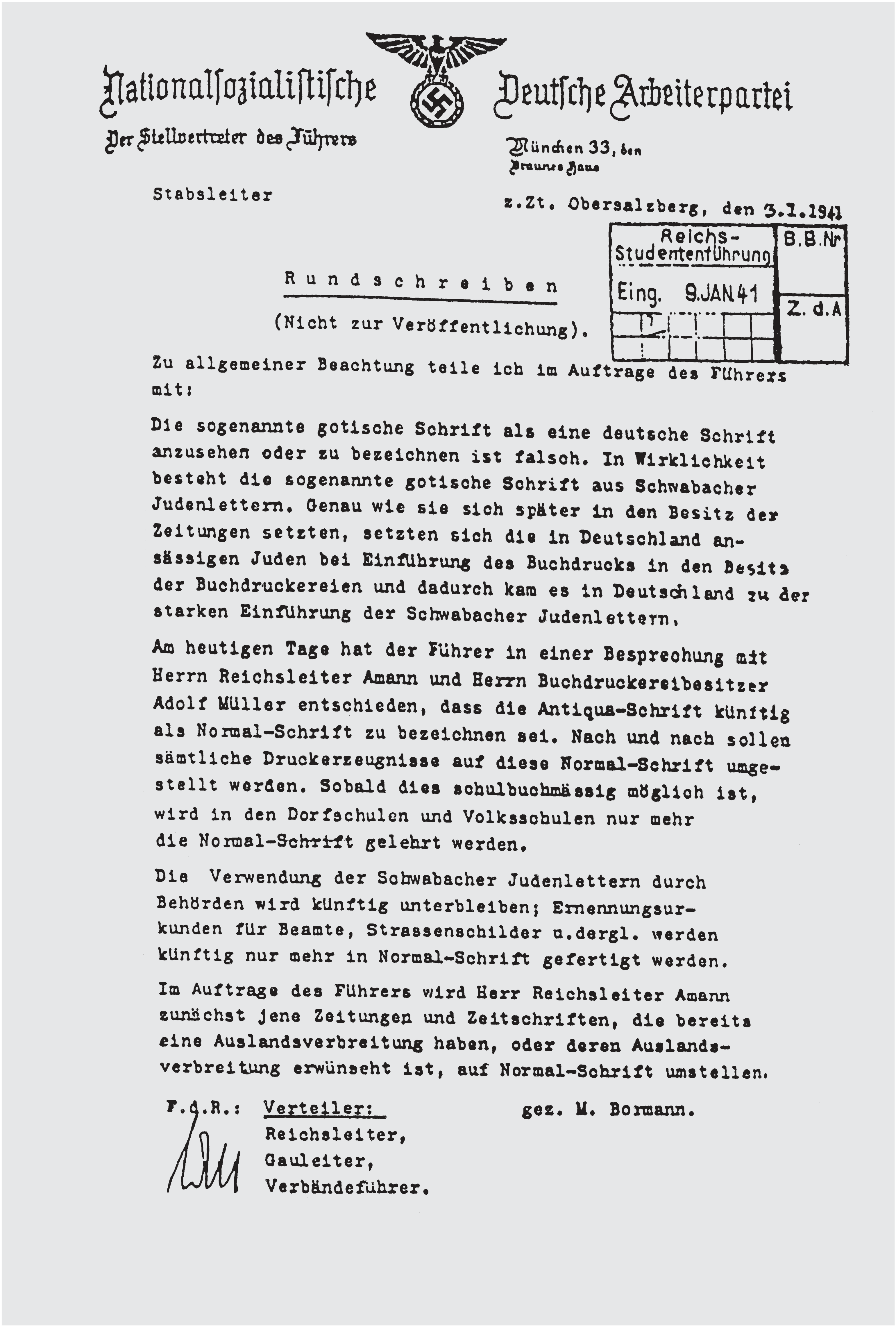
Lettre circulaire déclarant la typographie Schwabacher comme juive et lAntiqua comme écriture officielle.

Par une lettre circulaire datée du 3 janvier 1941, le Troisième Reich adopta l'Antiqua pour tous les documents officiels (dont les noms de rue et les certificats de travail) et l'enseignement scolaire. Dans cette lettre, le substitut (Stellvertreter) du Führer écrivit « de la part du Führer » qu'« [i]l est faux de considérer l'écriture gothique comme étant allemande. En réalité cette soi-disant écriture gothique est constituée des lettres juives de Schwabach. » Les nazis déclarèrent que la typographie Schwabacher était l'invention d'imprimeurs juifs et qu'elle avait été répandue par des juifs vivant en Allemagne. À cette époque, quasiment tous les imprimés utilisaient l'écriture Schwabacher. Selon Yves Perrousseaux, déclarer l'alphabet Schwabacher comme étant juif n'était qu'un prétexte pour justifier que l'Allemagne change de police d'écriture ; selon lui, la police Schwabacher handicapait l'Allemagne dans tous les domaines internationaux, car cette écriture était « inexportable » et seuls les Allemands parvenaient à la lire.

## Caractéristiques
L'alphabet Swabacher est une typographie radicalement différente de l'alphabet Fraktur. La schwabacher se caractérise par ses formes encore arrondies par rapport à celles de la textura et de la fraktur (le o bas-de-casse arrondi des deux côtés), le dessin particulier du g bas-de-casse et du H majuscule.

## Sources
- Claude Mediavilla, Calligraphie, Imprimerie nationale Éditions, Paris, 1993  (ISBN 2743301597)